# Grzegorz Rosiński
Grzegorz Rosiński (Stalowa Wola, Polònia, abans sobrenomenat Rosek; 3 d'agost de 1941) és un dibuixant de còmics polonès. Viu a Suïssa, al cantó de Valais.
És conegut sobretot per ser el dibuixant històric de la sèrie de còmics Thorgal, entre 1977 i 2018.

## Biografia
Nascut el 1941, Grzegorz Rosiński va estudiar a l'Acadèmia de Belles Arts de Varsòvia.
Va iniciar la seva carrera com a dibuixant de còmics, esdevenint també el director artístic de Relax, la primera revista de còmics polonesa. El 1977, va publicar les primeres pàgines de Thorgal a Le Journal de Tintin, basat en un guió de Jean Van Hamme. La sèrie va tenir un gran èxit i va ser publicada en àlbums per l'editorial Le Lombard.
| « | Thorgal, est una mescla de fantasia heroica, de ciència-ficció, de mitologia nòrdica i de soap opera similar a Little House on the Prairie. Cap editor l'acceptaria avui dia. | » |

... assenyala el dibuixant, Robin Recht, que va imaginar i publicar quasi mig segle després, l'any 2023, amb la mateixa editorial, les aventures d'aquest heroi, Thorgal, de setanta anys, a la sèrie titulada Thorgal Saga.

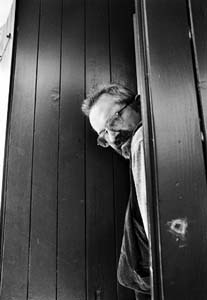
El dibuixant l'any 1997.

L'any 1980, amb Duchâteau, Grzegorz Rosiński va persistir en el gènere de ciència-ficció amb la sèrie Hans, el dibuix de la qual més tard fou assumit per l'autor Kas. El 1983, va participar en l'àlbum col·lectiu Les Amis de Buddy Longway, publicat per Lombard, amb Derib, Gir, René Hausman, René Follet, etc. El 1988, amb Jean Van Hamme, va publicar Le Grand Pouvoir du Chninkel amb Casterman. Aquest relat, prepublicat a la revista (À suivre), es va publicar originalment en blanc i negre, i va ser objecte d'una versió en color uns anys més tard. El 1992, va unir forces amb Jean Dufaux per a la sèrie Complainte des landes perdues, publicada per Dargaud.
Va dibuixar a Polònia fins al 1982, any en el qual es va traslladar a Bèlgica, i més tard a Suïssa, el 1989). A Bèlgica va treballar per a Le Journal de Spirou i el seu suplement Le Trombone illustré on va publicar, sota el pseudònim de Rosek, diversos contes. Encara per a Le Journal de Spirou, dibuixa els dos àlbums de La Croisière fantastique a partir d'un guió de Mythic (1987 i 1988). L'any 2001, una nova col·laboració amb Jean Van Hamme va donar lloc al còmic Western, un one shot, publicat dins de la col·lecció «Signé» de l'editorial Lombard. Aquest àlbum té la particularitat de presentar cinc il·lustracions a doble pàgina, amb una composició pròpia d'un quadre.
El gener de 2003, el festival d'Angoulême li va dedicar una gran exposició retrospectiva, que després es va veure a Sierre (Suïssa) i després a Polònia.
El 2004 i el 2005, Dargaud va publicar els dos volums de la sèrie La Vengeance du comte Skarbek, escrita per Yves Sente. En aquesta ocasió, Rosiński va treballar els colors directes, mètode que més tard va utilitzar també a Thorgal.
El 2011, una gran exposició rememora la seva carrera a la ciutat medieval de Saint-Ursanne, a Suïssa. El 16 septembre 2012, Rosiński va signar un acord amb l'alcalde de Delémont per a la creació d'un museu Rosiński a la capital del Cantó del Jura. Del 12 décembre 2015 al 16 de gener de 2016 s'hi celebrà una exposició dedicada a la seva obra.
El seu fill Piotr Rosiński, dissenyador gràfic i maquetador, és especialment responsable de publicacions especials al voltant de Thorgal, incloent exposicions i edicions de luxe com l'edició integral de Libertago.
Grzegorz Rosiński va deixar de dibuixar Thorgal el 2018, després del trenta-vuitè àlbum, Aniel. El substitueix Fred Vignaux, ja autor de dos àlbums de la sèrie spin-off Les Mondes de Thorgal.

## Estil

### Unmonstredel blanc i negre
És considerat pels seus homòlegs com un monstre del blanc i negre, amb un estil molt inspirat en els còmics clàssics franco-belgues. És un perfeccionista, que s'ocupa ell mateix de l'entintat i la retolació dels seus àlbums.
Part de la seva vocació pel 9è art hauria nascut del còmic occidental, descobert tot llegint el diari Vaillant, distribuït als països de l'antic bloc soviètic pel Partit Comunista Francès, quan era jove.

### Transició al color directe

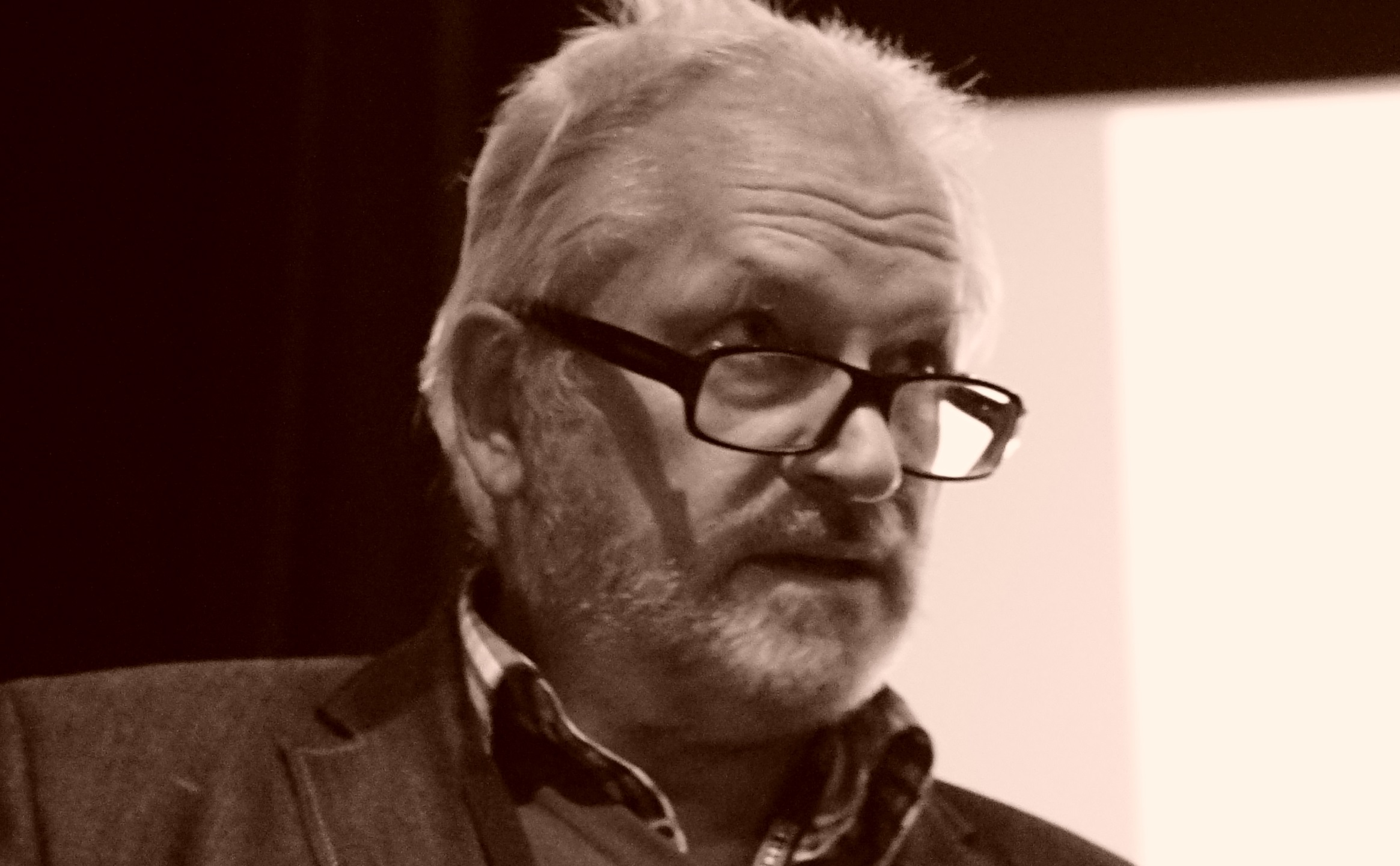
El dibuixant al ^{44è} Festival Internacional del Còmic, el gener de 2017.

A partir dels anys 2000, l'estil de Rosiński va experimentar una evolució important, avançant cap a la tècnica coneguda com «color directe». És així com en concebre els dos volums de La Vengeance du comte Skarbek, va abandonar el dibuix tradicional (llapis, després entintat i traçat de contorns en negre) per passar a treballar com un pintor o il·lustrador. Va passar a estendre a tots els àlbums aquesta tècnica, que abans havia reservat només a determinades obres d'il·lustració o a les cobertes dels seus còmics, corrent el risc de decepcionar els seus admiradors.
Am aquest nou estil, Rosiński barreja diverses tècniques (guaix, pastel, llapis, etc.) per crear un univers gràfic molt colorit i animat, més lliure de forma que abans. Treballa en grans planxes per gaudir de més llibertat de moviment, i aquestes es redueixen per a ser impreses.
Seguidament va passar va aplicar també aquest nou tractament als últims àlbums de Thorgal. El plaer que torna a sentir en la seva feina, gràcies a aquesta evolució, el porta a continuar la sèrie fins al 2018, que inicialment estava previst que abandonés abans.

## Premis
- 1979 -  Premi Saint-Michel al millor dibuix realista per L'Îlle des mers gelées (2n volum de Thorgal)
- 1983 -  Gran Premi Saint-Michel per Au-delà des ombres (5è volum de Thorgal, amb Jean Van Hamme)
- 1985 - Premi del Públic General a la XVII Convenció de París per Les Archers (9è volum de Thorgal)
- 1985 -  Premi de premsa del Festival de Còmics de Durbuy per a Les Archers (9è volum de Thorgal)
- 1989 - Premi Alph'Art del públic al Festival d'Angoulême per Le Grand Pouvoir du Chninkel (amb Jean Van Hamme).[12]
- 1987 -  Premi Athis d'Or al millor dibuix per Le Pays Qâ (10è volum de Thorgal)
- 1991 -  Premi Haxtur al millor dibuix i finalista amb més vots per a Louve (Thorgal)
- 1996 - Premi Alph'Art del públic al Festival d'Angoulême per a Thorgal (volum 21): La Couronne d'Ogotaï (amb Jean Van Hamme)
- 2004 -  Gran Premi Saint-Michel, pel conjunt de la seva obra.[13]
- 2005 -  Premi Albert-Uderzo - Sanglier d'Or.[14]
- 2012 -  Premi especial del lector de còmics de Le Parisien i Aujourd'hui en France per l'àlbum Le Bateau-Sabre (33è volum de Thorgal).[15]
- 2024 - Mega Bulot D'Or al conjunt a la seva carrera al 22è Festival de Còmics de Dieppe.[16]

## Distincions
- Oficial d'Arts i Lletres (2013).[17]